# تشارلي كامبل
تشارلي كامبل (بالإنجليزية: Charlie Campbell)‏ (5 يناير 1988 في الولايات المتحدة - ) هو لاعب كرة قدم أمريكي في مركز الوسط. لعب مع نادي ليونغسكايل وOrlando City SC (2010–2014) ‏.

## وصلات خارجية
- تشارلي كامبل على موقع قاعدة بيانات كرة القدم.إي يو (الإنجليزية)